# Tore Navrestad
Tore Navrestad (né le 19 février 1996 à Oslo) est un coureur cycliste norvégien, spécialiste du bicycle motocross (BMX). Il remporte la coupe d'Europe 2019.

## Palmarès en BMX

### Jeux olympiques
- Rio de Janeiro 2016
  - Quart de finaliste
- Tokyo 2020
  - Demi-finaliste

### Championnats du monde
- Heusden-Zolder 2015
  - Quart de finaliste

### Coupe du monde
- 2021 : 58e du classement général

### Championnats d'Europe
- 2013
  -  Médaillé d'argent en BMX juniors

### Coupe d'Europe
- 2014 (juniors) : 1er du classement général
- 2017 : 4e du classement général, vainqueur de deux manches
- 2019 : 1er du classement général, vainqueur d'une manche